# Ben Foudhala El Hakania
Ben Foudhala El Hakania est une commune de la wilaya de Batna en Algérie, située à environ 30 km au sud-ouest de Batna.

## Géographie

### Situation
Le territoire de la commune de Ben Foudhala El Hakania est situé au centre de la wilaya de Batna.
| Oued Chaaba | Oued Chaaba, Tazoult    | Tazoult |
| Aïn Touta   | Ben Foudhala El Hakania | Larbaa  |
| Maafa       | Bouzina, Larbaa         | Larbaa  |

### Localités de la commune
La commune de Ben Foudhala El Hakania est composée de 15 localités :
- Affla
- Akkar, chef-lieu de la commune
- Belgrou
- Bousselem
- Djabroun
- Draa El Djebs
- Es Smail
- Foughala
- Karkar
- Ouabdallah
- Taghrout
- Taghrout Ouziane
- Tahta (Timhadjaret)
- Talghmat
- Tarkiket